# Schnellin
Schnellin ist ein Ortsteil der Stadt Bad Schmiedeberg im Landkreis Wittenberg in Sachsen-Anhalt.

## Geografie
Schnellin liegt etwa 17 Kilometer südöstlich von Lutherstadt Wittenberg am Rande des Naturparkes Dübener Heide.

## Geschichte
1388 wurde der Ort als Slenyn erstmals urkundlich erwähnt. 
Am 1. Juli 1950 wurde die bis dahin eigenständige Gemeinde Merkwitz eingegliedert.
Seit dem 1. Juli 2009 gehört Schnellin zu Bad Schmiedeberg. Der letzte Bürgermeister war Frank Heerwald.

## Verkehr
Zur Bundesstraße 182, die Wittenberg und Torgau verbindet, sind es etwa zwei Kilometer.